# ジュール＝エルキュール＝メリアデック・ド・ロアン
ジュール＝エルキュール＝メリアデック・ド・ロアン（Jules-Hercule-Mériadec de Rohan, 1726年3月26日 - 1800年12月10日）は、ブルボン朝末期フランスの貴族、廷臣。モンバゾン公爵、のちゲメネ公。枢機卿ルイ＝ルネ＝エドゥアール・ド・ロアンの兄。

## 生涯
ゲメネ公エルキュール＝メリアデックと、同族のスービーズ公エルキュール＝メリアデックの娘ルイーズ・ド・ロアンの間の長男。1743年2月19日にパリで、ブイヨン公シャルル・ゴドフロワの娘で富裕な女子相続人だったマリー・ルイーズと結婚。フランス軍に仕え、陸軍中将に至った。オーストリア継承戦争中のベルヘン・オプ・ゾーム攻囲戦などに従軍した。
フランス革命が勃発すると、息子アンリ＝ルイ＝マリー（1745年 - 1809年）の一族と共に国境を越え亡命、墺領ネーデルラントに妻方ブイヨン公家が所有するカルルスブール（現ベルギー領リュクサンブール州パリスールの一部）で死んだ。家族は彼の死後、墺領ボヘミアに移住した。

## 引用・脚注
1. ↑  Paul Theroff. “La Tour d’Auvergne”.   Paul Theroff's Royal Genealogy Site. 2020年1月4日閲覧。
2. ↑  JULES Hercule Meriadec, 7th Duc de Montbazon, Pr de Guéméné(1726-1800),Genealogy.euweb.Rohan5.